# إسماعيل بن علي الأكوع
إسماعيل بن علي الأكوع (1920 - 2008) هو القاضي إسماعيل بن علي بن حسين بن أحمد بن عبد الله بن إسماعيل الأَكْوَع الحِوالي، مؤرخ وعلامة يمني، وُلد في مدينة ذمار 11 جمادى الآخرة 1338هـ، 1 مارس 1920م. توفي في 21 أكتوبر 2008 عن عمر ناهز 88 سنة 

## مناصب شغلها
- قائم بالأعمال في موسكو
- وزير مفوض
- نائب ثانٍ لوزير الخارجية
- وزير الإعلام
- رئيس الهيئة العامة للآثار ودور الكتب.

## مؤلفاته
خلَّف صاحب الترجمة مجموعة قيِّمة من المؤلَّفات و التحقيقات، بالإضافة إلى البحوث والمقالات النقدية، وأذكر هنا أهمَّ مؤلفاته وتحقيقاته 
- أئمة العلم المجتهدون في اليمن.
- أعراف وتقاليد حكَّام اليمن في العصر الإسلامي.
- الإمام محمد بن إبراهيم الوزير وكتابه العواصم والقواصم.
- الأمثال اليمانية.
- تاريخ أعلام آل الأكوع.
- الدولة الرسولية في اليمن.
- الزيدية: نشأتها ومعتقداتها.
- سدود اليمن، أبرز مظاهر حضارتها القديمة.
- مخاليف اليمن.
- المدارس الإسلامية في اليمن.
- نشوان بن سعيد الحميري، والصِّراع الفكري والسياسي والمذهبي في عصره.
- هِجَر العلم ومعاقله في اليمن.
- البلدان اليمانية عند ياقوت (تحقيق).
- مجموع بلدان اليمن وقبائلها للقاضي محمد بن أحمد الحجري (تحقيق).